# Alberto Santofimio Botero
Alberto Santofimio Botero (* 17. Juni 1942) ist ein kolumbianischer Politiker. Er war von 1974 bis 1975 Justizminister seines Landes und danach bis 1978 Präsident des Repräsentantenhauses. 2011 verurteilte ihn das Oberste Gericht Kolumbiens letztinstanzlich zu 24 Jahren Haft. Nach Ansicht des Gerichtes hatte er den Mord an Luis Carlos Galán im August 1989 in Auftrag gegeben.

## Leben

### Karriere
Santofimio wurde sehr früh in das Repräsentantenhaus gewählt. Vom 7. August 1974 bis zum 10. Juli 1975 war er Justizminister. Von 1975 bis 1978 war er Präsident des Repräsentantenhauses. Er versuchte zweimal, sich als Präsidentschaftskandidat von der Liberalen Partei aufstellen zu lassen. 1989 unterlag er dabei gegen Luis Carlos Galán. Während Santofimio sich öffentlich mit Pablo Escobar zeigte, mit ihm Auslandsreisen unternahm und gegen die Auslieferung von Drogenhändlern an die Vereinigten Staaten war, stand Galán für eine harte Linie beim Thema Drogenhandel.

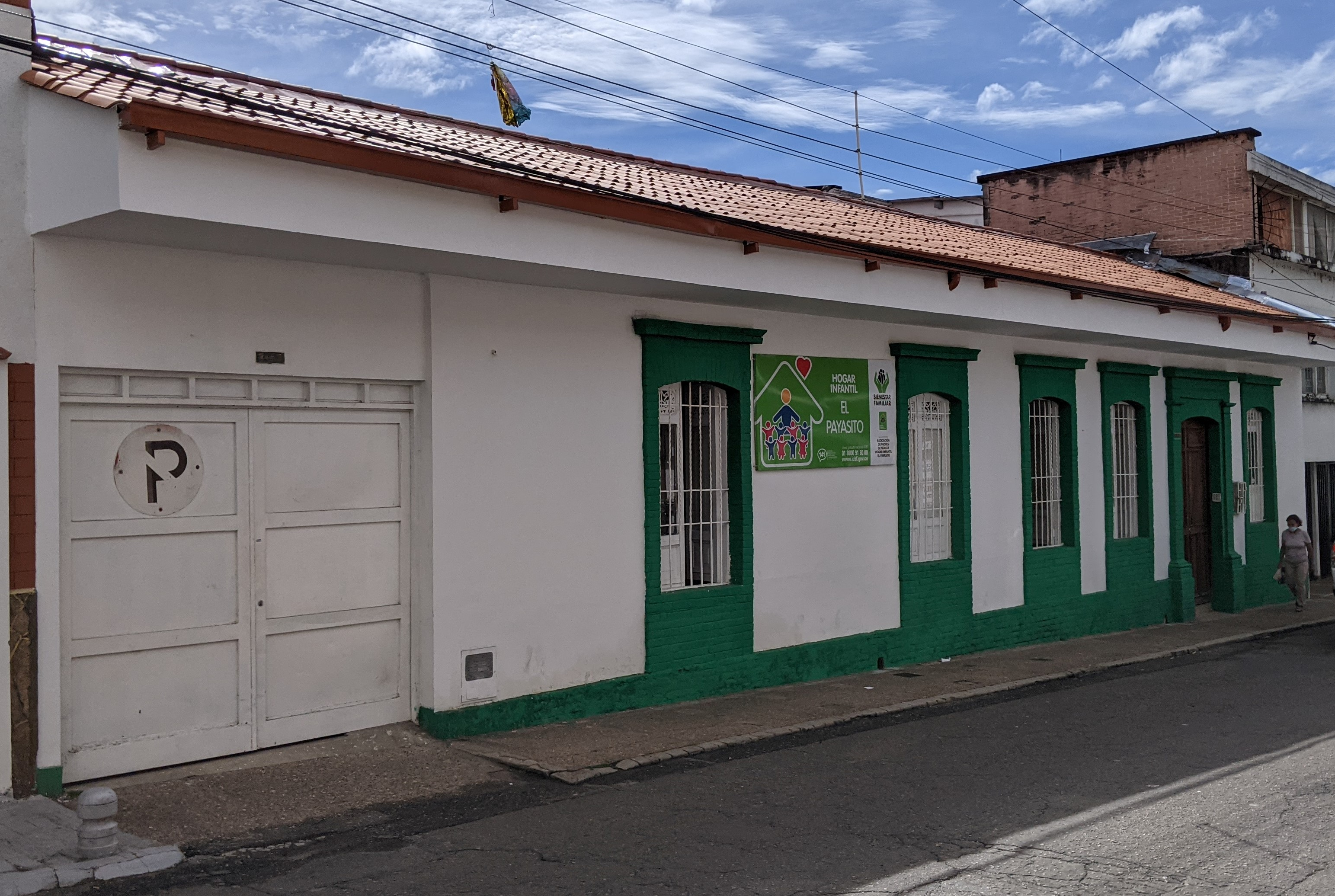
Haus der Familie Santofimio Botero in Ibagué, Kolumbien

### Mord an Luis Carlos Galán
Am 18. August 1989 wurde Luis Carlos Galán von Auftragsmördern erschossen. Laut der Aussage des Auftragsmörders Jhon Jairo Velásquez wurde der Mord von Santofimio und Pablo Escobar befohlen. Der Erstrichter verurteilte Santofimio 2007 zu 24 Jahren Haft. Ein Jahr später hob ein Berufungsgericht das Urteil wegen Mangels an Beweisen auf. Am 31. August 2011 bestätigte der Oberste Gerichtshof wiederum das erste Urteil. Somit war Santofimio der erste prominente Politiker Kolumbiens, der rechtsgültig für ein schweres Verbrechen verurteilt wurde.